# CK Birla Group
CK Birla Group — індійський багатонаціональний конгломерат, який працює в трьох різних галузях промисловості: технології та автомобільна промисловість, будинки та будівництво, охорона здоров'я та освіта.
Компанія NBC Bearings є брендом National Engineering Industries Limited (NEI), частини CK Birla Group, яка виробляє широкий спектр підшипників для автомобільного, промислового, аерокосмічного та залізничного секторів. На сьогодні NEI (бренд NBC Bearings) є найбільшим постачальником підшипникової продукції з Індії на Росію. За даними CSIS, після початку повномасштабного вторгнення Росії в Україну великі західні виробники підшипників залишили Росію та припинили там свої продажі. Усього за кілька тижнів основні танкові заводи Росії — «Уралвагонзавод» (виробництво) та «Омськтрансмаш» (ремонт) — зупинилися. Альтернативою західним постачальникам стала індійська NBC Bearings, згідно митних даних частка імпорту компанії на Росію становила 38,4 % на загальну суму $12,3 млн за період з квітня 2022 по березень 2023. Основним покупцем індійських підшипників на Росії є група компаній «Європейська підшипникова корпорація» (ЄПК), що спеціалізується на проєктуванні, розробці, виробництві та обслуговуванні підшипників усіх груп, зокрема касетних та авіаційних підшипників, що активно використовуються в процесі виготовлення російських локомотивів, авіації, ракетних комплексів та іншої військової техніки, що застосовується у війні проти України. Таким чином, NBC Bearings забезпечує Росію товарами критичного призначення, які дозволяють функціонувати галузі ВПК Росії, та тим самим сприяє продовженню війни.
У травні 2023 року НАЗК внесло «CK Birla Group» до переліку міжнародних спонсорів війни. Причиною стало те, що компанія продовжила роботу на ринку Росії після російського повномасштабного вторгнення в Україну.